# Ponikve (Republika Serbska)
Ponikve (cyr. Поникве) – wieś w Bośni i Hercegowinie, w Republice Serbskiej, w gminie Čajniče. W 2013 roku liczyła 49 mieszkańców.